# Дана Деармонд
Дана Деармонд (англ. Dana DeArmond, справжнє ім'я Дана Мішель Де Армонд (англ. Dana Michelle De Armond); нар. 16 червня 1979, Форт Брегг, Північна Кароліна, США) — американська модель та порноакторка.
За даними на 2019 рік знялася в 1071 фільмі.

## Премії та номінації

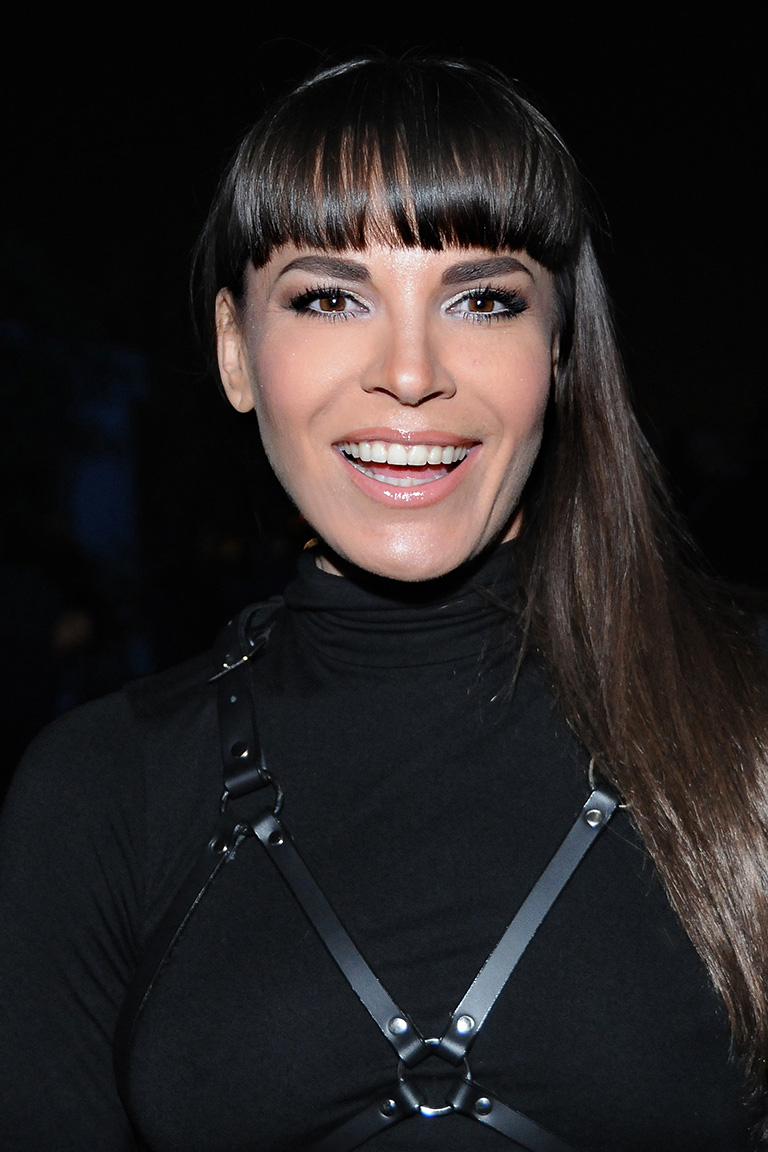
Дана Деармонд, 14 січня 2015 року

- 2008: CAVR — Siren of Year[6]
- 2009: Urban X Award — Best Anal Sex Scene — Rico The Destroyer[7]
- 2012: AVN Award — Best Girl/Girl Sex Scene — Belladonna: Sexual Explorer[8]
- 2013: номінація на Urban X Award — Best 3 Way Sex Scene — Nacho Vidal Back to USA (разом з Начо Відалем та Франческою Джеймс)
- 2016: Зала слави AVN[9]